# Rosolini
Rosolini é uma comuna italiana da região da Sicília, província de Siracusa, com cerca de 19 920 habitantes. Estende-se por uma área de 76,15 km², tendo uma densidade populacional de 262 hab/km². Faz fronteira com Ispica (RG), Modica (RG), Noto, Ragusa (RG).

## Demografia
| Variação demográfica do município entre 1861 e 2011                               |
|                                                                                   |
| Fonte: Istituto Nazionale di Statistica (ISTAT) - Elaboração gráfica da Wikipedia |